# جون وايل
جون وايل (بالإنجليزية: John Wile)‏ هو لاعب كرة قدم ومدرب كرة قدم بريطاني في مركز الدفاع، ولد في 9 مارس 1947 في Sherburn, County Durham ‏ في المملكة المتحدة. لعب مع فانكوفر وايتكابس ونادي بيتربورو يونايتد ونادي سندرلاند ووست بروميتش ألبيون.